# Ngọn lửa Krông Jung
Ngọn lửa Krông Jung là một bộ phim điện ảnh thể loại chiến tranh, được thực hiện bởi Xưởng phim Giải Phóng do Lê Hoàng Hoa làm đạo diễn. Với các diễn viên Lý Huỳnh, Thẩm Thúy Hằng, Lâm Huỳnh, Kiều Loan. Phim được ra mắt lần đầu vào năm 1980.

## Nội dung
Phim lấy bối cảnh trước năm 1975, khi lực lượng du kích do Sưu Đam lãnh đạo bám đất, bám dân, tổ chức những trận phục kích tiêu diệt địch.
Trung tá Mỹ Bradley và Y Vế bàn cách dồn dân Krông Jung vào trại tập trung hòng cô lập dân làng với du kích, mặt khác dùng chính sách lấy người Tây Nguyên trị người Tây Nguyên mà tay sai là Y Vế. Hơ Doan được cách mạng phân công trở về với người chồng cũ là Y Vế để che mắt địch, hoạt động nội ứng cho du kích. Nhờ vậy, Sưu Đam, người chỉ huy du kích biết được kế hoạch tấn công vào buôn làng Krông Jung. Sưu Đam kịp thời tổ chức phục kích tiêu diệt toàn bộ quân đoàn Việt Nam Cộng hòa, và cùng với Hơ Doan vận động một số binh lính yêu nước kết hợp với du kích phá đồn giặc cứu A Xinh, người yêu của Sưu Đam, bắt Bradley và Y Vế phải đền tội.

## Diễn viên
- Lâm Huỳnh trong vai Sưu Đam
- NSND Lý Huỳnh trong vai Y Vế[2]
- Thẩm Thúy Hằng trong vai Hơ Doan [3]
- Kiều Loan trong vai A Xinh
- Khương Mễ

Và một số diễn viên khác...